# (22299) Georgesteiner
(22299) Georgesteiner est un astéroïde de la ceinture principale.

## Description
(22299) Georgesteiner est un astéroïde de la ceinture principale. Il fut découvert le 15 avril 1990 à La Silla par Eric Walter Elst. Il présente une orbite caractérisée par un demi-grand axe de 2,53 UA, une excentricité de 0,06 et une inclinaison de 11,4° par rapport à l'écliptique.

## Compléments